# جارد هیوز
جارد هیوز (انگلیسی: Jarryd Hughes؛ زادهٔ ۲۱ مهٔ ۱۹۹۵) ورزشکار اسنوبردسواری اهل استرالیا است.
وی در مسابقات کشوری و بین‌المللی در مجموع برندهٔ ۲ مدال طلا، ۱ مدال نقره شده‌است.